# Iran aux Jeux olympiques d'été de 1948
L’Iran participe pour la seconde fois aux Jeux olympiques, à l’occasion des Jeux olympiques d'été de 1948, à Londres, en Angleterre. Ce pays est représenté par une délégation de 36 athlètes, tous masculins, qui concourent dans cinq sports. L’haltérophile iranien Jafar Salmasi conquiert une médaille de bronze qui permet à son pays d’intégrer le tableau de médailles, à la 36e place.

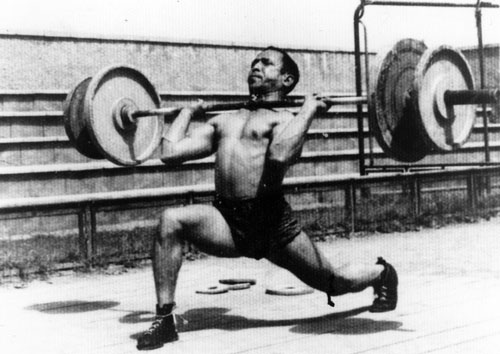
Jafar Salmasi médaillé de bronze en haltérophilie.

## Les médaillés
| Médaille           | Nom           | Sport         | Épreuve                     |
| ------------------ | ------------- | ------------- | --------------------------- |
| Médaille de bronze | Jafar Salmasi | Haltérophilie | Poids plumes Moins de 60 kg |

## Sources
- (fr) Bilan complet de 1948 sur le site du Comité international olympique
- (en) Bilan complet de l’Iran sur le site olympedia.org